# Manejo do esterco
O manejo de esterco refere-se à captura, armazenamento, tratamento e utilização de estercos animais de maneira ambientalmente sustentável. Ele pode ser armazenado em diferentes tipos de instalações. O esterco animal, também conhecido como dejeto animal, pode apresentar-se nas formas líquida, pastosa ou sólida. É aplicado em campos em quantidades que enriquecem o solo sem provocar poluição da água ou níveis excessivamente altos de nutrientes. O manejo de esterco faz parte do manejo de nutrientes [en].
Em espaços confinados, os gases gerados pelo esterco podem causar asfixia letal em humanos. Além disso, existe o risco de afogamento.

## Riscos representados por gases no esterco de animais
O esterco de animais produz diversos gases, incluindo quatro principais gases tóxicos: sulfeto de hidrogênio, metano, amônia e dióxido de carbono. Em alojamentos de animais, especialmente nas criações de suínos e bovinos, é comum armazenar o esterco sob o piso das instalações. Nesse sistema, observa-se frequentemente baixas concentrações desses gases tóxicos ao longo do ano. As maiores concentrações ocorrem durante a agitação do esterco, quando ele é mexido para homogeneização antes do bombeamento. Nessas ocasiões, os níveis podem atingir valores que representam riscos à saúde dos trabalhadores e dos animais presentes.

## Sulfeto de hidrogênio
O sulfeto de hidrogênio (
H2S) é um gás natural inflamável, incolor e venenoso. Ele possui um odor característico de ovo podre, que, embora forte inicialmente, rapidamente reduz a capacidade de percepção olfativa. Geralmente, o 
H2S só é perceptível pelo olfato em baixas concentrações. Por ser mais pesado que o ar, esse gás tende a se deslocar próximo ao solo e a se acumular em áreas mais baixas. Nomes comuns para o sulfeto de hidrogênio incluem ácido hidrossulfúrico (resultado de sua reação com água), "gás de esgoto" e "damp stink".